# Skala TMPG
Skala TMPG (ang. – TIMI Myocardial Perfusion Grade) – 4-stopniowa skala służąca do oceny przepływu mięśniowego (czyli faktycznej perfuzji mięśnia sercowego). Ocena stopnia faktycznej perfuzji mięśnia serca jest szczególnie istotna u chorych, u których doszło do całkowitego ustania krążenia w tętnicach doprowadzających krew do serca (krążenie nasierdziowe odpowiadające krążeniu w naczyniach wieńcowych), czyli w przypadkach klasyfikacji w skali TIMI 0.
- TMPG 0 – nie występuje zmatowienie obrazu (obraz matowego szkła) – brak perfuzji na poziomie tkankowym. Brak krążenia w naczyniach mikrokrążenia.
- TMPG 1 – znaczne upośledzenia mikrokrążenia. Zmatowienie lub zaczernienie w obrębie mikrokrążenia utrzymuje się przez 30s od momentu podania kontrastu.
- TPMG 2 – umiarkowanie upośledzony napływ i odpływ z mikrokrążenia. Zmatowienie lub zaczernienie utrzymuje się przez 3 ewolucje serca od momentu podania kontrastu.
- TPMG 3 -prawidłowy przepływ przez mikrokrążenia. Zmatowienie lub zaczernienie ustępuje po 3 ewolucjach  serca od momentu podania kontrastu.

Do oceny krążenia mięśniowego stosowana jest również skala MBG.